# آرون دونالد
آرون دونالد (بالإنجليزية: Aaron Donald) هو لاعب كرة قدم أمريكية أمريكي، ولد في 23 مايو 1991 في بيتسبرغ في الولايات المتحدة.

## وصلات خارجية
- آرون دونالد على موقع إي إس بي إن.كوم (أن.أف.أل)3
- آرون دونالد على موقع مرجع كرة القدم المحترفة.كوم (الإنجليزية)
- آرون دونالد على موقع كلية كرة القدم في سبورتس رفرنس.كوم (الإنجليزية)